# 영동 영국사 대웅전
영동 영국사 대웅전(永同 寧國寺 大雄殿)은 충청북도 영동군 양산면 누교리, 영국사에 있는 조선시대의 대웅전이다. 1980년 1월 9일 충청북도의 유형문화재 제61호로 영동영국사대웅전(永同寧國寺大雄殿)으로 지정되었으나, 2013년 1월 18일 현재의 문화재 명칭으로 변경되었다.

## 개요
천태산에 위치한 이 사찰(寺刹)은 통일신라 후기에 창건된 것으로 추정되며 고려 명종때인 12세기에 원각국사에 의해 중창이 있었던 것으로 추정된다. 고려(高麗) 고종(高宗)때에는 금당(金堂)을 건립하고 국청사(國淸寺)라 하였다고 전한다. 그 후 공민왕(재위1351∼1374) 때 홍건적의 침략을 피하여 이곳에서 나라의 안정과 국민의 평안을 기원하였으므로 이름을 영국사라 고쳤다고 한다.
대웅전은 석가모니불상을 모시는 법당으로, 앞면 3칸·옆면 2칸 규모이며，지붕 옆면이 사람 인(人)자 모양인 맞배지붕집이다. 지붕 처마를 받치면서 장식을 겸하는 공포가 기둥 위와 기둥 사이에도 놓인 다포양식의 건물이다.

## 같이 보기
- 영국사

## 참고 자료
- 영동 영국사 대웅전 - 국가유산청 국가유산포털